# 潘庄镇 (天津市)
潘庄镇，是中华人民共和国天津市宁河区下辖的一个乡镇级行政单位。位于天津市宁河区西部，与北辰、宝坻、武清接壤，东距县城芦台40公里，南距天津港40公里，西距京津塘高速公路30公里、距天津机场35公里，205国道横贯全镇，交通网络四通八达，是通往东北地区的必经之路。

## 行政区划
潘庄镇下辖以下地区：
西塘坨村、东塘坨村、老安淀村、纪庄子村、西孙庄村、西杨庄村、潘庄村、小南庄村、大贾庄村、大龙湾村、齐心庄村、朱头淀东台村、朱头淀中台村、朱头淀西台村、王庄子村、白庙村和杨建庄村。

## 历史
宁河区潘庄镇古为驿站，是交通重镇。据记载：唐初武德年间（618年），李世民率兵东征时，有十余户人家在该庄落户，由官府监视熬盐，为“盐丁灶户”。成庄后，名监官庄。北宋年间（960年），潘美为帅平定海内，宋太祖便将监官庄赏赐给潘美为封地，故改名为“潘美庄”，后称潘庄。明朝永乐六年（1408年），设置潘庄镇，历代沿袭至今。

## 经济方面
唯有腾飞孚众望，须从改革变沧桑。上世纪80年代中后期，勤劳质朴的潘庄镇人民紧紧抓住改革开放这一历史机遇，率先大力推动二、三产业发展。经过10年洗礼，潘庄镇的经济发展进入鼎盛时期并走在了全区前列：乡镇企业空前发展，形成了以同达集团、潘庄针织集团为龙头的农具、服装、橡胶、农副产品深加工等企业，带动了百姓就业，增加了群众收入；餐饮服务业红极一时，“百家饭店一条街”更是远近闻名，成为205国道上一道亮丽的风景。1997年底，潘庄镇跨入市级小康镇行列。万众共书开拓史九州同唱奋飞歌。伴随着时代前进的步伐，潘庄镇的经济发展迎来了一个又一个春天。他们以科学发展观为指导，以市场为导向，提出了“工业强镇、农业富镇、三产活镇、科技兴镇”的总体思路和奋斗目标，使全镇经济得到了健康、持续、快速发展：工业上，拥有该区唯一一个市级工业园区，园区内投资分别为8000万元、3000万元的冀东水泥、印尼中林钢结构等8家企业已入区经营。此外，总投资达1．8亿元的自行车城、天津银球机械制造、港通物流等10个项目正在紧张建设之中。同时，他们还相继完成了同达集团、北方制衣、兴启服装等7个集体企业改制工作。如今，该镇已拥有服装、针织、建材、冶金、医药、农产品深加工等多种行业，其中，中外合资企业2家，外商独资企业6家，联营企业2家，其他各类企业83家，从业人员达4000多人。农业上，不断加大农业结构调整力度，农业基础地位得到了进一步巩固，现拥有肉鸡、蛋鸡养殖小区7个，存栏分别为46万只和40万只；拥有生猪小区2个，存栏为7．5万头；拥有奶牛小区4个，存栏2700头。第三产业方面，全镇有160家从事餐饮类服务，300家从事个体运输，130家从事零售批发，30家从事建筑业，从业人员达4000多人。

## 政治
政治和谐歌朗朗，人民致富日蒸蒸。潘庄镇经济的快速发展，在促进城镇基础设施建设不断完善的同时，也使群众居住环境得到极大改善，生活水平日益提高：几年来，先后投资1000多万元实施路面硬化工程，使群众出行更加方便快捷；投资近500万元新建、扩建、维修了白庙、大龙湾、潘庄等教学楼，教学质量稳步提升；投资40多万元新建了生殖健康服务中心，全镇育龄妇女服务质量明显提高；潘庄医院投资200多万元对病房进行了修缮，购进了先进的医疗设备，定期聘请京、津名医巡回坐诊；各村队卫生所实行了乡医一体化管理模式，有效地规范了医疗市场；宁河大型超市潘庄连锁店为全镇百姓营造了放心的消费环境。同时，他们还以社会主义新农村建设为发展契机，大胆探索，科学规划，确定了“一个中心镇、一个中心村、多个居住点”的全镇总体规划。 　拈菊欣忆旧，抚幼励承先。如今，潘庄镇的发展已成为宁河大地安定祥和、蒸蒸日上喜人局面的一个缩影。

## 民生
万民尽乐欢增岁，百业腾飞倍感时。随着滨海新区的开发开放，潘庄镇又一次迎来了新的发展机遇，为此，他们结合自身实际，确定了以科学发展观为指导、紧紧围绕构建和谐社会和社会主义新农村建设这一目标，大力实施农业产业化、农村工业化、流通服务现代化、乡村城镇化的工作思路，努力实现全镇经济、社会的全面、协调、可持续发展，进而将古镇潘庄建设得更新、更美！

## 基础设施
基础设施完备，程控电话直通世界各地，境内130、139、133手及转播塔星罗棋布，110千伏变电站具有完备的供电保障系统，境内建有多处高档的酒店及娱乐消费场所，医疗服务设备齐全。 　经济发展持续稳定增长，国内生产总值、财政年收入年增长速度12%以上。农业主要盛产小站稻、紫蟹、芦苇、葡萄、淡水鱼。乡镇企业发展比较快，现有服装、染整、纸浆、节能灯、轧钢、焊管、针织、农副产品深细加工等多种行业，拥有中外合资企业5家，外商独资企业2家，联营企业2家，其他各类企业86家。 　潘庄镇工业园区地处宁河区版图最西端，是我县唯一被天津市有关部门批准立项的乡镇工业园区，距京津两大城市较近，又紧靠205国道，具有一定的区位优势。该工业园区规划启动于2002年初，规划面积1.5平方公里，东西长2800米，南北长540米。从2002年工业园区开始启动到现在，共招商引进8家企业，10个项目，固定资产投资总额1.3亿元。其中比较大型的有投资8000万元的冀东水泥项目、投资3000万元的印尼中林钢结构公司。这些项目投资上马后，不仅为全镇创造了新的经济增长点，而且还可以为农民创造近1000个就业岗位。 　潘庄镇被天津市政府列入卫星小城镇建设试点之一，1996年跨入天津市小康镇行列，2001年被命名为天津市民主政府建设示范镇，该镇是全国的体育、文化、林业工作先进单位。